# Décret d'Allarde
Le décret d’Allarde est un décret supprimant les droits des corporations artisanales, voté par l'Assemblée nationale le 2 mars 1791 sur le rapport de Pierre d'Allarde et devenu loi le 17 mars 1791 après sa sanction par le roi.
Avec les lois Le Chapelier des 14 et 17 juin 1791, abolissant pour leur part les corporations présentes sous l'Ancien Régime, ces dispositions législatives ont permis l'avènement des principes de libre choix de la profession et de libre accès au commerce au sein de la société française.

## Origine et vote
La loi d'Allarde vise à renouveler l'édit de Turgot de 1776 supprimant les corporations, et libéralisant le commerce des grains. Cette mesure avait provoqué tellement d'émeutes populaires pour protester contre la baisse des salaires et l'augmentation du prix du pain, que le roi avait dû renvoyer Turgot le 13 mai 1776 et rapporter sa loi.
La loi d'Allarde est d'abord votée sous la forme d'un décret, le 2 mars 1791. C'est le baron Pierre d'Allarde qui le soutient, en affirmant que « la faculté de travailler est un des premiers droits de l'homme ».

## Dispositions
La loi des 2 et 17 mars 1791, en son article 7, énonce ainsi le principe de liberté du commerce et de l'industrie, qui est devenu l'un des principes généraux du droit français, fondé sur la liberté :

« Il sera libre à toute personne de faire tel négoce ou d'exercer telle profession, art ou métier qu'elle trouvera bon ; mais elle sera tenue de se pourvoir auparavant d'une patente, d'en acquitter le prix suivant les taux ci-après déterminés et de se conformer aux règlements de police qui sont ou pourront être faits. »

Cela implique que, sous réserve du respect de l'ordre public institué par la loi, l'exercice des professions est désormais libre. Il peut toutefois, dans certains cas, être soumis à déclaration.
La loi d'Allarde et la jurisprudence administrative permettent de distinguer deux sous-principes : 
- la liberté d'entreprendre, c'est-à-dire de pouvoir créer librement une activité économique et d'exercer une profession ;
- la libre concurrence, autrement dit le fait que les acteurs économiques doivent respecter une éthique qui ne fausse pas la concurrence. Cette liberté implique qu'en vertu du principe de neutralité économique de l'État, ce dernier ne vienne pas fausser la concurrence en exerçant lui-même des activités industrielles et commerciales d'une manière qui romprait l'égalité entre concurrents.

La loi d'Allarde ne s'oppose pas à ce qu'une personne publique exerce une activité économique lorsque ceci se justifie par la poursuite de l'intérêt général. La jurisprudence administrative actuelle impose à la personne publique souhaitant exercer une activité économique de justifier d'un intérêt public et de ne pas fausser les conditions de la libre concurrence.

## Postérité
La loi d'Allarde est très marquée par les idées libéralisatrices de la Révolution française. La loi est suivie, trois mois plus tard, de la loi Le Chapelier portant sur le même thème.
Le régime de Vichy tenta de revenir sur cette loi en rétablissant le corporatisme par la Charte du travail du 4 octobre 1941.